# 山下知二郎
山下 知二郎（やました ちじろう、1896年10月29日 - 没年不詳）は、日本の実業家。

## 人物・来歴
1915年福岡県立中学修猷館を経て、1919年山口高等商業学校（山口大学経済学部の前身）卒業。
久原商事東京勤務を経て、1925年12月日本無線電信（国際電気通信の前身、1949年分離して国際電気が設立、さらに2000年日立電子、八木アンテナと合併して現在の日立国際電気となる）に入社し、1945年11月取締役となり、常務の後、1947年2月代表取締役に就任。同年11月逓信省電気通信監に任ぜられ、1952年5月に辞任。その後、国際電信電話（KDDIの前身）設立委員及び評価審議委員を歴任。1953年6月国際電気副社長を経て、1956年9月社長に就任。1967年5月辞任。
1964年科学技術賞受賞、1965年藍綬褒章受章、1967年11月勲三等に叙せられる。